# Clemens August Droste zu Vischering

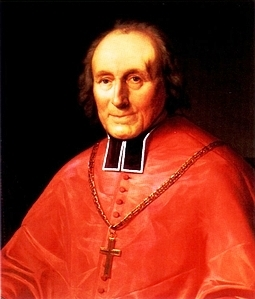
Erzbischof Clemens August Droste zu Vischering im so genannten Legatenpurpur, das die Erzbischöfe von Köln auch tragen dürfen, wenn sie wie Droste keine Kardinäle sind

Wappen der Freiherren von Droste zu Vischering

Clemens August Freiherr Droste zu Vischering, auch Clemens August zu Droste-Vischering oder Clemens August Droste zu Vischering genannt (* 21. Januar 1773 im Erbdrostenhof zu Münster und am Folgetag in St. Servatii getauft; † 19. Oktober 1845 in Münster), war von 1835 bis 1845 als Clemens August II. Droste zu Vischering Erzbischof von Köln.

## Leben

### Herkunft und Familie
Clemens August entstammte als Sohn der Eheleute Clemens August Maria Droste zu Vischering (1742–1790) und Sophia Alexandrina Droste zu Füchten (1748–1817) der Adelsfamilie der Reichsfreiherrn Droste zu Vischering, eine der ältesten und bedeutendsten westfälischen Familien. Er wuchs auf mit seinen zehn Geschwistern: zwei Schwestern, darunter Rosine (1777–1819, ⚭ Maximilian Anton von Boeselager), und acht Brüdern, darunter  Adolf Heidenreich, (Erbdroste und Erbauer des Erbdrostenhofs), Kaspar Maximilian (Bischof von Münster), Franz Otto (katholischer Theologe und Publizist), Maximilian Heidenreich (Landrat in Brilon) und Joseph (Obersthofmeister und k. k. Feldmarschallleutnant). Im Elternhaus wurde er vom Hauslehrer Johann Theodor Katerkamp unterrichtet, mit dem er und sein Bruder Franz Otto vor 1796 eine zweijährige Bildungsreise durch Deutschland, Schweiz, Italien und Sizilien unternahmen.

### Werdegang
Er bereitete sich in Münster wie seine beiden Brüder Kaspar Maximilian und Franz Otto auf ein Leben im geistlichen Stand vor. Durch seinen Bruder Kaspar Maximilian, der 1795 Weihbischof geworden war, empfing er am 14. Mai 1798 in Münster die Priesterweihe und wurde Domkapitular. Als solcher gründete er am 1. November 1808 die Kongregation der Barmherzigen Schwestern von der allerseligsten Jungfrau und schmerzhaften Mutter Maria nach dem Vorbild der Vinzentinerinnen Vinzenz’ von Paul. Die nach ihm zumeist nur als Clemensschwestern bezeichneten Ordensfrauen haben sich der Krankenpflege verschrieben.
Am 16. September 1810 avancierte er zum Generalvikar des Bistums Münster. Bereits am Anfang seiner Kirchenkarriere widersprach er strikt jedem Kompromiss mit der preußischen Regierung in der umstrittenen Frage der Erziehung von Kindern aus interkonfessionellen Ehen. Als ihn diese Haltung in offenen Konflikt mit auf Ausgleich bedachten Amtsträgern der Kirche brachte, legte Droste zu Vischering im Sommer 1820 sein Amt als Generalvikar nieder und widmete sich in Zurückgezogenheit der karitativen Arbeit.
Sein Bruder Kaspar Maximilian, der 1825 Bischof von Münster geworden war, spendete ihm im Jahr 1827 die Bischofsweihe, nachdem er zum Titularbischof von Calama ernannt worden war. In den folgenden Jahren war er als Weihbischof im Bistum Münster tätig. Das Kölner Domkapitel wählte ihn am 1. Dezember 1835 – in erster Linie auf Wunsch des preußischen Kronprinzen  und späteren Königs Friedrich Wilhelm IV. – zum Erzbischof von Köln und Nachfolger Ferdinand August von Spiegels. Seine Inthronisierung folgte am 29. Mai 1836.
Im Amt begann der neue Erzbischof sofort einen dem Ultramontanismus nahestehenden Kurs zu verfolgen, was sich zunächst in seinem energischen Vorgehen gegen den Hermesianismus unter den Priestern seiner Erzdiözese zeigte. Am 17. und 18. September 1837 verhandelten der Regierungspräsident von Düsseldorf und der preußische Gesandte am päpstlichen Hof mit ihm persönlich wegen der Berliner Konvention von 1834, die sein Vorgänger von Spiegel mit Preußen als Kompromissregelung in der Mischehen-Frage abgeschlossen hatte; Clemens August weigerte sich, die Konvention anzuerkennen.
Am Abend des 20. November 1837 wurde der Erzbischof verhaftet und zusammen mit seinem Sekretär Eduard Michelis in Minden unter Hausarrest gestellt. Er bewohnte ein angemietetes Quartier mit ständiger Bewachung im Hause des katholischen Kaufmanns Vogeler. Papst Gregor XVI. erhob lauten Protest gegen die Verhaftung des Erzbischofs. Droste zu Vischering wurde als „Bekennerbischof“ unter den deutschen Katholiken populär, was ihn zu einer Kristallisationsfigur des politischen Katholizismus machte. Das Domkapitel unter Koadjutor Johannes von Geissel führte die Geschäfte des Verhafteten weiter. Am 17. April 1839 wurde er wegen seines schlechten Gesundheitszustandes aus der Haft nach Darfeld entlassen und lebte dann zurückgezogen in Münster. Verhandlungen der Kurie und des Erzbischofs mit dem preußischen Staat machten dem Kölner Kirchenstreit 1842 ein Ende.
Sein Grab befindet sich im Hochchor des St.-Paulus-Doms zu Münster.

## Schriften
- Über den Frieden unter der Kirche und den Staaten. Nebst Bemerkungen über die bekannte Berliner Darlegung. Münster 1843.